# Beatles VI
Beatles VI — седьмой по счету альбом The Beatles, выпущенный Capitol Records в США (включая The Beatles’ Story). Это был девятый по счету альбом The Beatles, выпущенный на американском рынке менее чем за полтора года (Vee-Jay Records и United Artists Records также выпустили по одному альбому в этот период). LP-альбом был выпущен как в моно-, так и в стерео-версии.
Beatles VI достиг первого места в чарте Billboard за шесть недель, начиная с 10 июля 1965 года.
Этот LP-альбом был также издан в Новой Зеландии перед Рождеством 1966. Отштампованные диски (pressing plates) были получены от EMI (Великобритания) и идентичны их предназначенному только на экспорт (export only) изданию альбома. Название альбома читается как «Beatles VI» («Beatles Six»), номер по каталогу PCSM 6042.
Альбом издан также на CD как часть бокс-сета The Capitol Albums, Volume 2 в обоих (стерео и моно) вариантах (номер по каталогу CDP 0946 3 57499 2 2).

## Музыка
Beatles VI включает в себя два трека, записанных специально для североамериканского рынка: «Bad Boy» и «Dizzy Miss Lizzy», оба — каверы песен Ларри Уильямса, и оба записаны в день рождения Уильямса (10 мая 1965 года); возможно, это единственный раз, когда The Beatles записывали материал специально для рынка в Северной Америке. «Dizzy Miss Lizzy» была вскоре включена также в британское издание альбома Help!, но «Bad Boy» не издавался на альбомах The Beatles ни в Великобритании, ни где-либо в мире до выхода в 1966 году сборника A Collection of Beatles Oldies.
Beatles VI также содержит:
- шесть треков с альбома Beatles for Sale, не включенных в альбом Beatles '65
- песню «Yes It Is», изданную на стороне «Б» сингла «Ticket to Ride». Это «дуофонический» (duophonic) стерео-ремикс оригинального моно-трека, с добавлением эффектов «эхо» и «реверберации».
- два трека с предстоящего в Великобритании выпуска альбома Help!: «You Like Me Too Much» и «Tell Me What You See»

Как и на Beatles for Sale, связка (medley) из двух песен «Kansas City»/«Hey, Hey, Hey, Hey» была изначально названа в списке композиций альбома только как «Kansas City». После того как адвокаты Venice Music уведомили Capitol об ошибке, она была исправлена на наклейке на самом диске («пятаке»), но не на обложке диска.

## Список композиций
Все песни написаны Джоном Ленноном и Полом Маккартни, за исключением отмеченных особо.
Сторона 1
1. Medley: «Kansas City»/«Hey, Hey, Hey, Hey» (Джерри Лейбер, Майк Столлер/Richard Penniman) — 2:30
2. «Eight Days a Week» — 2:45
3. «You Like Me Too Much» (Джордж Харрисон) — 2:34
4. «Bad Boy» (Ларри Уильямс) — 2:17
5. «I Don’t Want to Spoil the Party» — 2:33
6. «Words of Love» (Buddy Holly) — 2:10

Сторона 2
1. «What You’re Doing» — 2:30
2. «Yes It Is» — 2:40
3. «Dizzy Miss Lizzie» (sic) (Уильямс) — 2:51
4. «Tell Me What You See» — 2:35
5. «Every Little Thing» — 2:01